# Mary II của Anh
Mary II của Anh (30 tháng 4 năm 1662 – 28 tháng 12 năm 1694) là đồng quân vương của Vương quốc Anh, Scotland, và Ireland cùng với chồng và cũng là anh họ, Willem xứ Oranje. Bà tại vị từ năm 1689 cho đến khi qua đời, được biết đến là thời kỳ William và Mary.
Cả hai người đều là người Kháng Cách, trở thành Quốc vương và Nữ vương sau Cách mạng Vinh Quang, dẫn đến hậu quả là Dự luật về các quyền của Anh và sự thoái ngôi của người cha Công giáo của bà, James II và VII. William trở thành người trị vì duy nhất sau các chết của bà năm 1694. Mary nắm ít quyền hành hơn so với William khi ông ở Anh, nhường lại hầu hết quyền uy của mình cho chồng, mặc dù ông ta chủ yếu dựa vào bà. Tuy nhiên, bà cai trị một mình khi William tham gia vào các cuộc viễn chinh ở hải ngoại, và tự chứng tỏ được mình là một nhà lãnh đạo quyền lực, kiên quyết và có hiệu quả.

## Cuộc sống ban đầu

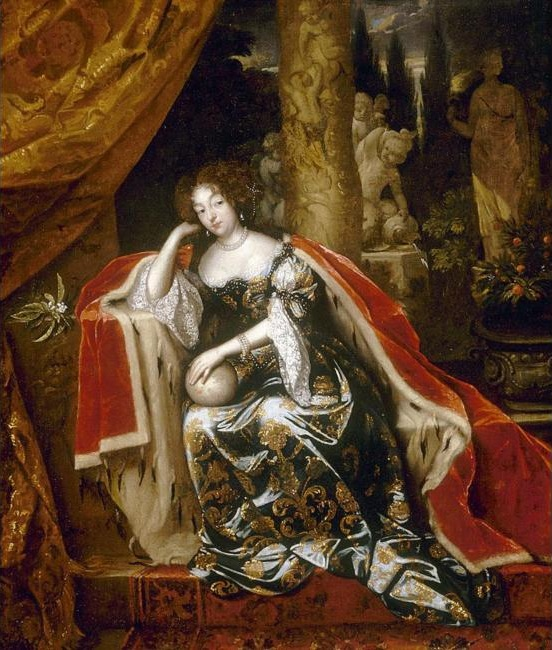
Chân dung vẽ bởi Caspar Netscher, 1676, một năm trước hôn nhân

Nữ vương Mary Stuart chào đời tại Cung điện St James thành Luân Đôn ngày 30 tháng 4 năm 1662, là con gái lớn của James, Công tước xứ York (tương lai là James II & VII), với người vợ thứ nhất, Anne Hyde. Bác của Mary là Vua Charles II, người cai trị ba vương quốc Anh, Scotland và Ireland; ngoại tổ của bà, Edward Hyde, Bá tước Clarendon thứ nhất, phục vụ một thời gian dài trên cương vị trưởng cố vấn của Charles. Bà được rửa tội theo nghi thức Anh giáo tại Nhà nguyện hoàng gia tại Điện St James, và được đặt tên theo tên của tổ tiên bà, Mary I của Scotland. Người đỡ đầu của bà bao gồm anh họ của cha bà, Hoàng thân Rupert xứ the Rhine. Mặc dù mẹ bà đã mang thai tám lần, tất cả những đứa trẻ khác ngoại trừ Mary và một cô em gái là Anne chết khi rất trẻ, và vua Charles II không có con hợp pháp. Do đó, trong hầu hết giai đoạn thơ ấu, Mary đứng thứ hai trong danh sách kế vị ngai vàng sau phụ thân.
Công tước xứ York cải sang đạo Thiên chúa vào năm 1668 hay 1669, nhưng Mary và Anne vẫn theo Anh giáo, theo chỉ dụ của Charles II. Họ bị chuyển đến một nơi dành riêng tại Cung điện Richmond, nơi họ được giáo dưỡng bởi gia sư Phu nhân Frances Villiers, và chỉ thỉnh thoảng được gặp cha mẹ tạiSt James hoặc ông ngoại Lãnh chúa Clarendon tại Twickenham. Nền giáo dục của Mary, từ các gia sư, bị thu hẹp trong âm nhạc, khiêu vũ, vẽ tranh, tiếng Pháp, và giáo dục tôn giáo. Mẫu thân bà qua đời năm 1671, và phụ thân bà tái hôn năm 1673, người vợ thứ hai đó là Mary xứ Modena, người Công giáo chỉ lớn hơn Mary có 4 tuổi.
Từ năm lên chín đến lúc trưởng thành, Mary say mê trao đổi thư từ với một cô gái lớn tuổi hơn, Frances Apsley, con gái của triều thần Sir Allen Apsley. Trong thời gian đó, Frances cảm thấy khó chịu chuyện quan hệ thư từ này, và hồi đáp lại chính thức hơn. Khi lên 15, Mary được chỉ hôn với người anh họ, Thống đốc Hà Lan theo đạo Tin Lành, Willem xứ Orange. Willem là con trai duy nhất của em gái nhà vua, Mary Henrietta, Vương nữ Vương thất, và do đó đứng thứ tư trong danh sách kế vị sau James, Mary, và Anne. Ban đầu, Charles II phản đối minh ước với nhà lãnh đạo của Hà Lan-ông muốn Mary kết hôn với người kế vị ngôi vua nước Pháp, Thế tử Louis, nếu chuyện đó xảy ra ông sẽ liên minh được với nước Pháp công giáo và củng cố khả năng một người Công giáo sau cùng sẽ lên kế vị ở Anh, nhưng sau đó, dưới áp lực từ Nghị viện và việc lập minh ước với nước Pháp Công giáo không còn đem đến nhiều thuận lợi về chính trị, ông đã thông qua đề xuất hôn sự trên. Công tước xứ York đồng ý gả con gái, dưới áp lực của quan đầu triều Lãnh chúa Danby và nhà vua, họ giả định một cách thiếu nghiêm túc rằng điều đó sẽ cải thiện hình ảnh của James trong con mắt của người Kháng Cách. Khi James nói với Mary rằng bà sẽ phải kết hôn với biểu huynh, "bà khóc suốt buổi chiều hôm ấy và cả ngày hôm sau".

## Hôn nhân

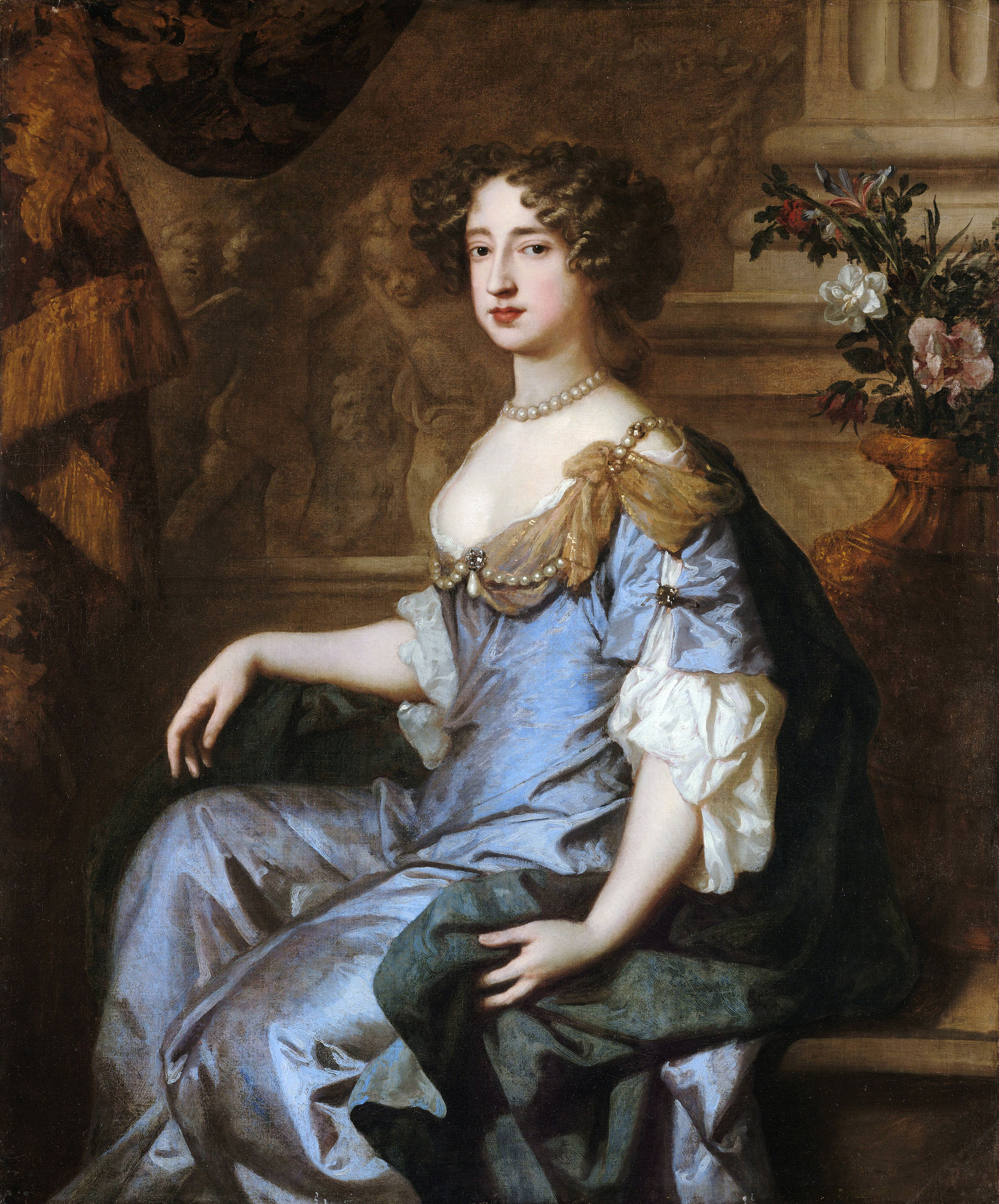
Chân dung vẽ bởi Peter Lely, 1677.

Mary kết hôn trong làn nước mắt với Willem tại Cung điện St James dưới sự chủ trì của Giám mục Henry Compton ngày 4 tháng 11 năm 1677. Mary cùng với chồng vòng qua eo biển trở về Hà Lan cuối tháng sau, sau hai tuần bị trì hoãn bởi thời tiết xấu. Không thể tiếp cận Rotterdam vì thời tiết băng giá, họ buộc phải cập bến tại ngôi làng nhỏ của Ter Heijde, và đi bộ qua những vùng nông thôn lạnh giá cho đến khi hội ngộ với những hướng dẫn viên đã dẫn họ đến Huis Honselaarsdijk. Ngày 14 tháng 12, họ chính thức đặt chân đến The Hague với một đám rước quy mô lớn.
Sự duyên dáng và hoạt bát, hồn nhiên của Mary khiến bà được sự yêu mến của người Hà Lan, và cuộc hôn nhân với một ông hoàng Kháng Cách được hoan nghênh ở Anh. Bà hết lòng với phu quân, nhưng ông ta thường tham gia vào các chiến dịch, dẫn đến việc quan hệ gia đình của Mary và Willem trở nên lạnh nhạt và hờ hững. Trong vòng vài tháng sau đám cưới Mary mang thai; tuy nhiên, trong một chuyến đi thăm chồng tại thành lũy Breda, bà bị sảy thai, và từ đó mất đi vĩnh viễn khả năng có con. Bà còn phải chịu đựng thêm những căn bệnh, có thể đã sẩy thai vào những năm 1678, đầu 1679, và đầu 1680. Những đứa con vắn số là những bất hạnh lớn nhất trong cuộc đời bà.
Từ tháng 4 năm 1684, con trai ngoại hôn của nhà vua, James Scott, Công tước xứ Monmouth, lưu vong đến Hà Lan, và được tiếp đón bời Willem và Mary. Monmouth bị xem là đối thủ của Công tước nhà York, và là một trong những người Kháng Cách có thể đe dọa vị trí của James trong danh sách kế tự. Tuy nhiên, Willem, không cho rằng ông ta là một mối đe dọa và giả định rằng Monmouth không thể có đủ sự ủng hộ.

## Triều vua James

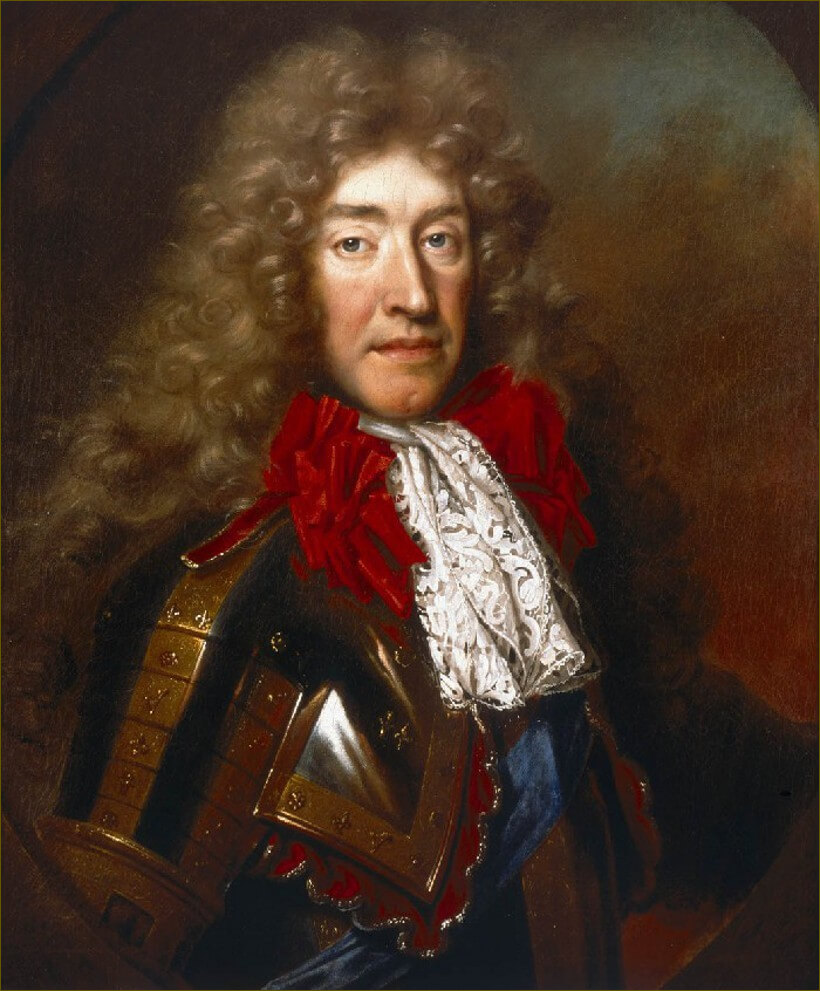
Thân phụ của Mary, James II và VII, vị quân vương Công giáo cuối cùng tại đảo Anh. Chân dung vẽ bởi Nicolas de Largillière, c 1686.

Sau khi Charles II giá băng mà không có con kế vị chính thức vào tháng 2 năm 1685, Công tước xứ York trở thành vua James II ở Anh và Ireland và James VII ở Scotland. Mary đang chơi đánh bài khi được chồng thông báo rằng cha bà đã lên ngôi, và rằng bà sẽ là người thừa kế. Khi con trai không hợp pháp của vua Charles, tức Monmouth tập hợp đội quân viễn chinh tại Amsterdam, và giong buồm đến Anh, Willem thông báo cho James về chuyến đi của Monmouth, và lệnh cho quân đội Anh đang ở Vùng đất thấp trở lại Anh quốc. Với sự giúp sức của Willem, Monmouth bị đánh bại, bắt giam và xử tử, nhưng cả ông ta và Mary đều kinh hãi với những hành động tiếp đó của James.
James có chính sách tôn giáo gây tranh cãi; những nỗ lực của ông nhằm thực hiện tự do tôn giáo và bác bỏ quyền tối thượng của Giáo hội Anh bằng cách ngưng hoạt động của Quốc hội trên danh nghĩa đặc quyền hoàng gia không được đón nhận. Mary coi hành động đó là không hợp pháp, và tuyên úy của bà trình bày quan điểm này trong một bức thư gửi cho Tổng Giám mục Canterbury, William Sancroft, trên danh nghĩa của bà. Bà lại thất vọng khi James từ chối giúp đỡ khi một vị quân vương Công giáo của Pháp, Louis XIV, xâm lược Orange và đàn áp những người Huguenot đang tị nạn ở đó. Một cố gắng nhằm gây tổn hại cho Willem, James giật dây cho người hầu của con gái ông loan tin rằng Willem có dan díu với Elizabeth Villiers. Theo thông tin trên, Mary đứng chờ bên ngoài căn phòng của Villiers và bắt gặp phu quân rời khỏi đó vào cuối buổi tối. Willem chối tội ngoại tình, và Mary dường như tin tưởng và thông cảm cho ông. Có thể là, Villiers và Willem không gặp gỡ trên tư cách tình nhân mà là nhằm trao đổi những thông tin ngoại giao. Những người hầu của Mary liền bị sa thải và tống khứ về Anh.

## Cách mệnh Vinh quang

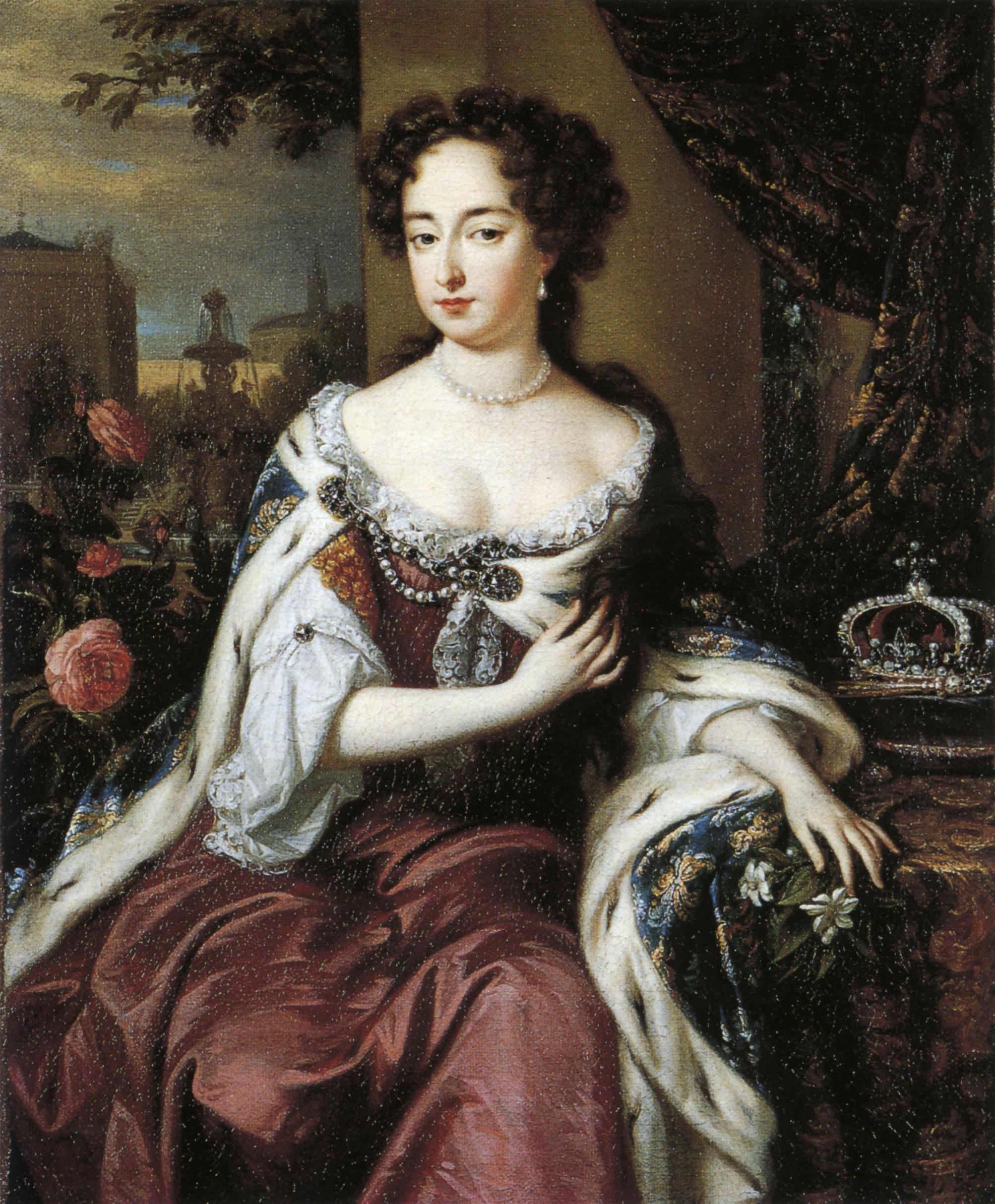
Mary vẽ bởi Jan Verkolje, 1685.

Các nhà chính trị Tin lành và các quý tộc bắt đầu liên hệ với chồng của Mary vào đầu năm 1686. Sau khi James tiến thêm một bước và buộc các giáo sĩ Anh giáo tuyên thệ Tuyên ngôn Indulgence - lời bố cáo mà theo đó trao quyền tự do tôn giáo cho người Công giáo và dị giáo vào tháng 5 năm 1688, càng khiến ông bị mất uy tín. Mối đe dọa đối với người Kháng Cách càng tăng thêm khi Vương hậu Mary xứ Modena, hạ sinh một cậu bé—James Francis Edward - vào tháng 6 năm 1688, và cậu bé đó, không như Mary và Anne, được nuôi dạy theo đức tin Công giáo. Một số thông tin cho rằng cậu bé là "giả mạo", đã được bí mật đưa vào phòng của Vương hậu thay thế cho một đứa bé chết lưu từ trước. Để tìm hiểu thông tin, Mary gửi thư hỏi một loạt các câu hỏi cho em gái bà, Anne, đều liên quan đến hoàn cảnh cuộc sinh nở. Câu trả lời của Anne, và những tin đồn tiếp tục, dường như khiến Mary xác nhận mối nghi ngờ rằng cậu bé đó không phải em trai bà, và cha bà đang âm mưu gây dựng một Vương triều Công giáo.
Ngày 30 tháng 6, "Bộ thất bất hủ" bí mật đề nghị Willem— đang ở tại Hà Lan cùng với Mary— dẫn quân sang Anh để hạ bệ James. Ban đầu, Willem không sẵn sàng làm như vậy; có thể ông lo sợ vì vị trí của vợ ông là người thừa kế ngai vàng Anh và nghĩ rằng bà sẽ nắm nhiều quyền lực hơn ông. Tuy nhiên, theo như Gilbert Burnet, Mary thuyết phục chồng rằng bà không quan tâm đến quyền lực chính trị, và nói "bà sẽ không là cái gì nhiều hơn một người vợ, và rằng bà sẽ là tất cả, tranh thủ quyền lực của mình để giúp ông trở thành vua". Bà đảm bảo với chồng rằng, sẽ luôn vâng lời chồng như đã từng thề ngày đám cưới.
Willem đồng ý xâm lược nước Anh và đưa ra một tuyên bố gọi đứa con trai mới sinh của James là "kẻ giả mạo Thân vương xứ Wales". Ông cũng đưa ra một danh sách những lời kêu ca của người Anh và tuyên bố rằng cuộc chinh phạt của ông nhằm mục đích duy nhất là vì "một Quốc hội tự do và chính thống". Willem và quân đội Hà Lan (không có Mary vì bà vẫn ở lại Hà Lan), cuối cùng đặt chân lên đất Anh ngày 5 tháng 11 năm 1688, chuyến đi gặp trở ngại bởi giông gió vào tháng 10. Quân đội và Hải quân Anh từ lâu đã tỏ ra bất mãn, theo về với William, và ngày 11 tháng 12 họ đã đánh bại vua James đang cố gắng chạy trốn, bắt sống ông ta. Một nỗ lực chạy trốn nữa của James, ngày 23 tháng 12, đã thành công; William cố tình để cho James chạy trốn sang Pháp, nơi ông ta sống lưu vong ở đó cho đến cuối đời.
Mary rất lo buồn về những sự kiện liên quan đến việc phế truất cha bà, bị giằng xé giữa lòng kính yêu dành cho ông ta và trách nhiệm với phu quân, nhưng đã bị thuyết phục rằng những hành động của chồng bà, tuy rằng khó coi, là cần thiết để "bảo vệ Giáo hội và Quốc gia". Khi Mary đến Anh sau ngày đầu năm, bà đã viết về "niềm vui trong tâm trí" khi được trở về quê nhà, "nhưng điều đó đã sớm bị ngừng lại bởi sự lo nghĩ về điều tai họa của phụ thân tôi". William ra lệnh cho bà phải vui vẻ khi xuất hiện trên đường khải hoàn vào Luân Đôn. Kết quả là, bà bị chỉ trích vì lạnh lùng trước cảnh phụ của phụ thân. James, một cách thái quá, đã viết một bài công kích kịch liệt bà vì lòng bất hiếu, một hành động ảnh hưởng sâu sắc đến Mary ngoan đạo.

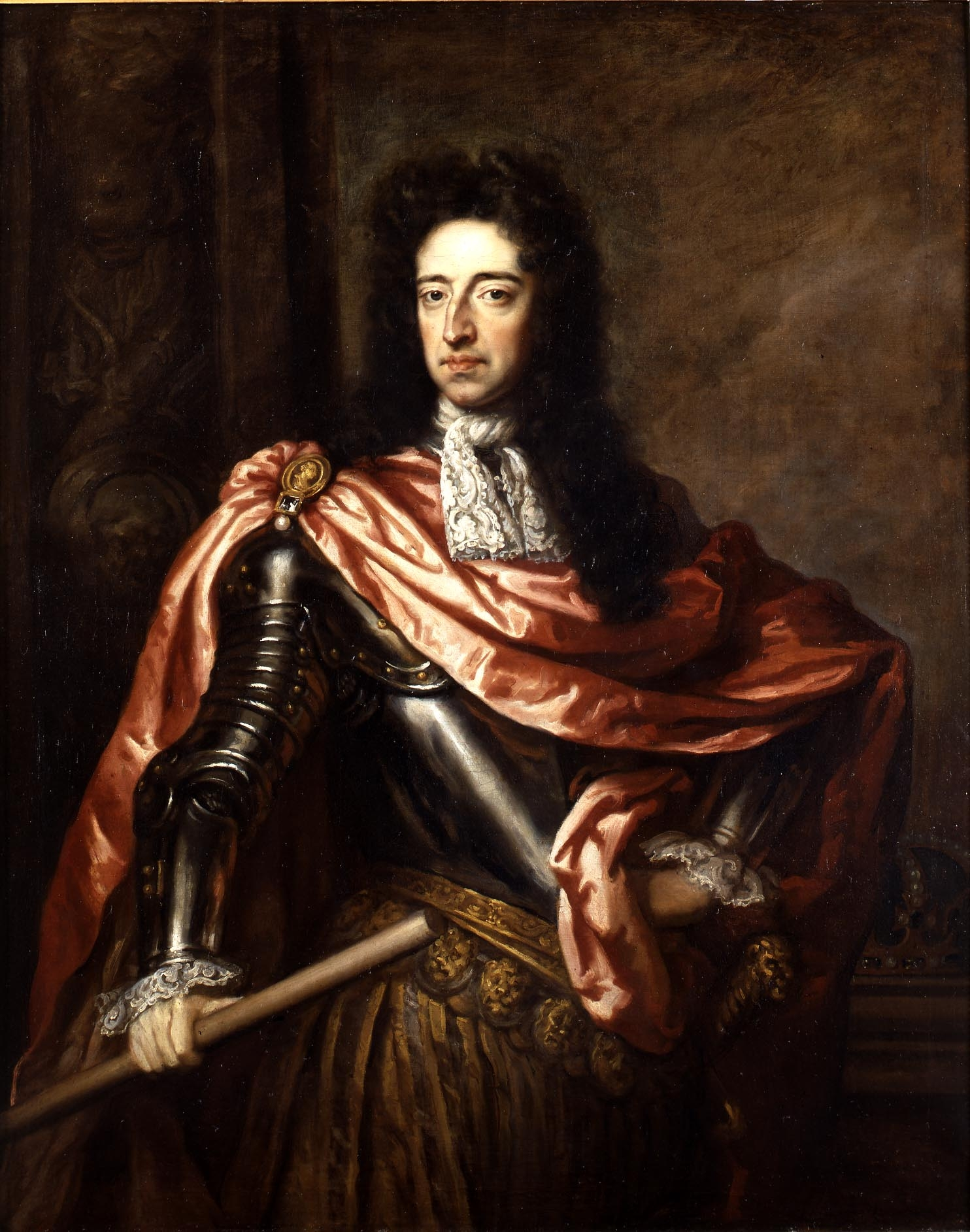
Phu quân của Mary, William xứ Orange, bởi Sir Godfrey Kneller

Tháng 1 năm 1689, Hội nghị Quốc hội được triệu tập bởi William xứ Orange, và nhiều vấn đề liên quan đến những bước đi tiếp theo được thảo luận. Đảng lãnh đạo bởi Lãnh chúa Danby cho rằng Mary phải là nữ vương độc nhất, vì bà là người kế thừa trực hệ, trong khi William và những người ủng hộ kiên quyết cho rằng một người chồng không thể là thần dân của vợ anh ta. William muốn được cai trị như quốc vương, thay vì chỉ đơn giản là phu quân của nữ vương. Về phần mình, Mary không muốn trở thành nữ vương đương vị, bà tin rằng phụ nữ nên thuận theo chồng, và "biết rằng sức lực của tôi không thể hoàn thành tốt việc của vương quốc và thiên về một cuộc sống ẩn dật, yên tĩnh".
Ngày 13 tháng 2 năm 1689, Nghị viện thông qua Tuyên ngôn về các quyền, theo đó coi như James, bởi hành động vứt bỏ ấn tín bỏ trốn ngày 11 tháng 12 năm 1688, đã đương nhiên tước đi của mình quyền lãnh đạo vương quốc, và do đó Ngai vàng bỏ trống. Nghị viện không trao ngôi vua cho con trai của James, James Francis Edward (người được coi là người thừa kế hợp pháp nếu không có cuộc xâm lăng này), thay vào đó là William và Mary đồng cai trị. Tiền lệ về chế độ một nước hai vua có từ thế kỉ XVI: khi Nữ vương Mary I kết hôn với Felipe của Tây Ban Nha, theo đó Felipe đã mang danh hiệu quốc vương, nhưng chỉ trong lúc vợ ông còn sống, và quyền lực bị hạn chế nhiều. Tuy nhiên William (Willem) vẫn sẽ là vua sau khi vợ ông chết Tuyên bố sau đó được mở rộng và loại trừ không chỉ James và những người thừa kế của ông ta (ngoại trừ Anne) khỏi ngai vàng, mà là tất cả những người Công giáo, vì "nhận thất được từ những kinh nghiệm trước đây rằng thực là không thích hợp với sự an toàn hạnh phúc của vương quốc Kháng Cách này khi bị cai trị bởi một người theo Giáo hội Rome".
Giám mục Luân Đôn, Henry Compton, trao vương miện cho William và Mary tại Tu viện Westminster ngày 11 tháng 4 năm 1689. Thông thường, Tổng Giám mục Canterbury là người chủ trì lễ gia miện, nhưng Tổng Giám mục đương nhiệm, William Sancroft, mặc dù theo Anh giáo, từ chối công nhận tính hợp lệ của việc phế truất James II. Không chỉ William mà cả Mary đều không thích buổi lễ này; bà nghĩ nó "đều là hư danh" và William gọi đó là "thuộc về Giáo hoàng". Cùng ngày đó, Công ước của Nghị viện Scotland— vốn có sự chia rẽ nhiều hơn so với Nghị viện Anh — cuối cùng cũng tuyên bố rằng James đã không còn là vua của Scotland, rằng "không một người Công giáo nào được làm Vua hoặc Nữ vương của Vương quốc này", rằng William và Mary là đồng quốc vương, William một mình nắm mọi quyền lực. Ngày hôm sau, họ được tuyên bố là Vua và Nữ vương ở Edinburgh. Họ tuyên thệ đăng quang ngôi vương Scotland ở Luân Đôn ngày 11 tháng 5.
Ngay sau lễ đăng quang, vẫn còn nhiều người ủng hộ James ở Scotland. Tử tước Dundee tập hợp quân đội ở Vùng cao Scotland và giành chiến thắng tại Killiecrankie ngày 27 tháng 7. Tuy nhiên cuộc khởi nghĩa nhanh chóng bị nghiền nát một tháng sau đó tại Trận Dunkeld.

## Trị vì

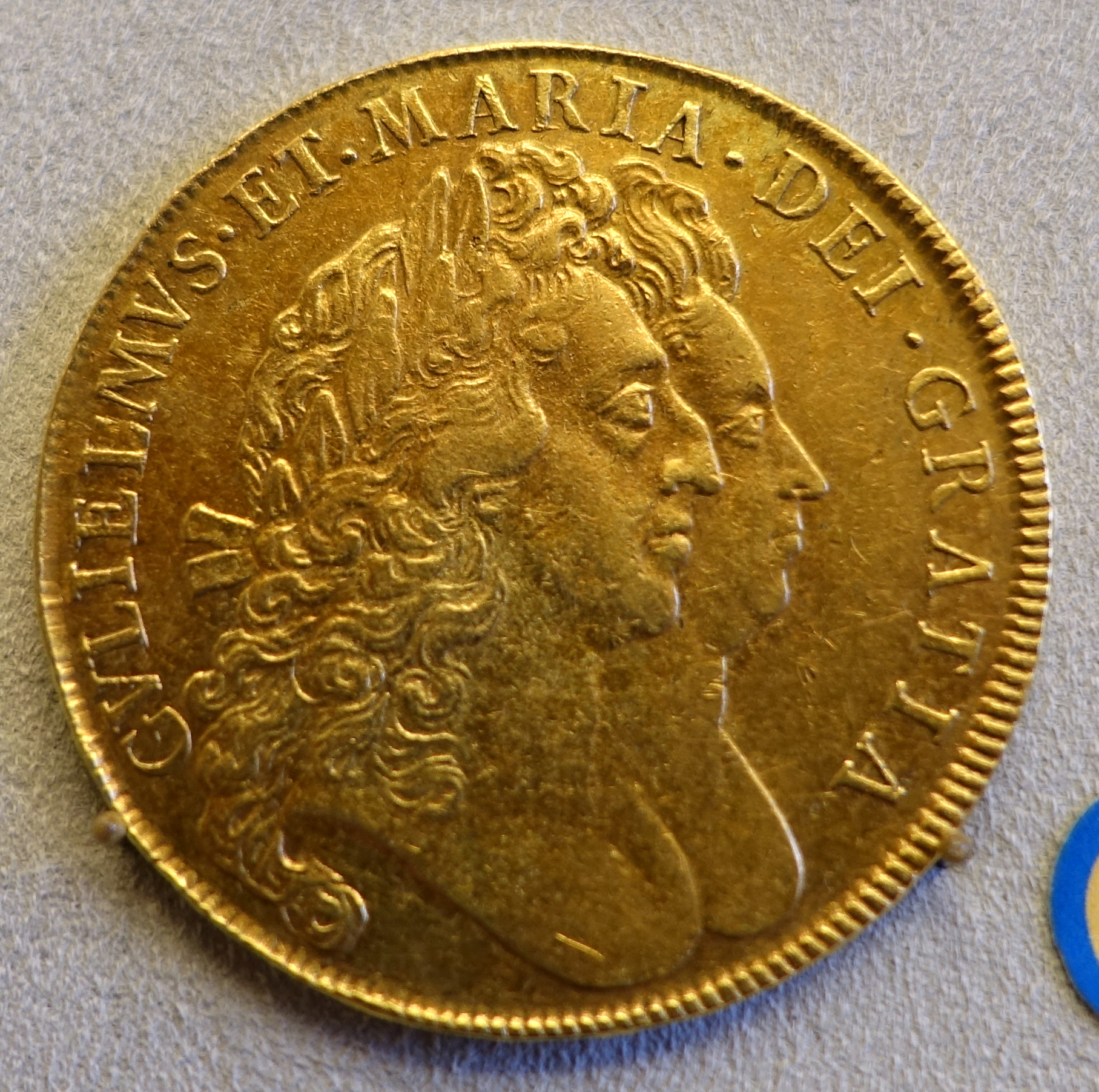
William and Mary on a five guinea coin of 1692

Tháng 12 năm 1689, Nghị viện thông qua một trong những văn bản hiến pháp quan trọng nhất trong lịch sử Anh quốc, Tuyên ngôn Nhân quyền. Nó trình bày lại và xác nhận rõ nhiều quy định của Tuyên bố về Quyền ban đầu - bị hạn chế bởi đặc quyền hoàng gia; nó tuyên bố, ngoại trừ những trường hợp cá biệt, Quốc vương không thể làm các việc như đình chỉ Quốc hội, thu thuế mà không có sự đồng ý của Nghị viện, xâm phạm quyền kiến nghị, xây dựng quân đội trong thời bình mà không được Nghị viện đồng ý, can thiệp quá sâu vào các cuộc bầu cử Quốc hội, phủ nhận quyền mang huy hiệu của thần dân Tin Lành, trừng phạt các thành viên Lưỡng viện bởi vì bất cứ sự tranh cãi nào, đòi hỏi trợ cấp quá nhiều, hoặc sử dụng những hình phạt tàn nhẫn hay bất thường. Tuyên ngôn Nhân quyền cũng khẳng định việc kế vị. Sau cái chết của William III hoặc Mary II, người còn lại sẽ tiếp tục trị vì. Kế vị tiếp sau đó là con cái nếu có của họ, sau nữa là em gái Mary, Anne và các con bà ta. Và cuối cùng trong danh sách là những đứa con mà William có thể có nếu ông tái hôn.
Từ năm 1690 trở đi, William thường xuyên vắng mặt ở nước Anh vì chiến trận, mỗi năm thường vào mùa xuân đến tận mùa thu. Năm 1690, ông giao chiến với quân Jacobites (những người ủng hộ James) ở Ireland, và khi chồng đi vắng, Mary quản lý đất nước dưới sự tư vấn của một Hội đồng phụ chính gồm 9 người. Bà không quan tâm đến thứ quyền lực đó và cảm thấy "bị tước đoạt tất cả những gì thân yêu với quả nhân trong con người phu quân quả nhân, còn lại trong đó là những người hoàn toàn xa lạ với quả nhân, chỉ có em gái ta có thể cho ta một chút sự an ủi từ cô ấy." Anne mâu thuẫn William và Mary quanh chuyện tiền bạc, và quan hệ giữa hai chị em xấu đi.
William nghiền nát quân Jacobites ở Ireland năm 1692, nhưng ông tiếp tục tham gia các chiến dịch ở nước ngoài để chống lại người Pháp trên đất Hà Lan. Khi chồng không có mặt, Mary cai trị một mình khi không có những cố vấn của ông ta; trong khi nếu ông ta có mặt ở Anh, Mary hoàn toàn không can thiệp vào các vấn đề chính trị, như đã thỏa thuận trong Tuyên ngôn và Dự luật Nhân quyền, và như bà từng hứa. Bà chứng tỏ mình là một nhà lãnh đạo hiệu quả, đã ra lệnh bắt giữa vương cựu, Henry Hyde, Bá tước Clarendon thứ 2, vì âm mưu của ông ta nhằm khôi phục ngai vua cho James II. Tháng 1 năm 1692, một nhân vật có ảnh hưởng lớn là John Churchill, Bá tước Marlborough thứ nhất, bị sa thải vì nguyên do tương tự; việc sa thải này phần nào khiến bà mất đi sự tín nhiệm và tiếp tục làm tổn thương mối quan hệ giữa bà với cô em gái Anne (người có quan hệ thân thiết với phu nhân của Churchill, Sarah). Anne xuất hiện với Sarah tại triều đình, rõ ràng là muốn ủng hộ Churchill đang bị thất sủng, dẫn đến việc Mary nổi cơn thịnh nộ đòi Anne từ bỏ Sarah và dọn khỏi nơi ở của mình. Mary mắc bệnh vào tháng 4, và bỏ buổi lễ cầu nguyện ngày chủ nhật lần đầu tiên trong 12 năm. Bà cũng không thể đến thăm Anne, lúc đó đang trải qua một ca sinh khó. Sau khi Mary hồi phục và cái chết của đứa con Anne ngay khi mới chào đời, Mary đến thăm em gái, nhưng lợi dụng cơ hội đó để trách móc Anne vì quan hệ giữa bà ta với công nương Sarah. Hai chị em không bao giờ gặp nhau lần nào nữa. Marlborough bị bắt và tống giam, nhưng rồi được thả ra sau khi người tố cáo bị phơi bày là kẻ mạo danh. Mary đã ghi lại trong quyển nhật ký rằng sự rạn nứt trong quan hệ chị em là sự trừng phạt của Chúa đối với cái "bất thường" của cuộc cách mệnh. Bà cực kì sùng đạo, và tham gia cầu nguyện ít nhất hai lần một ngày. Nhiều người đi theo bà hướng về một lối sống trụy lạc, sinh hoạt không điều độ và những thói xấu. Bà cũng tham gia vào các công việc của Giáo hội — tất cả những vấn đề về sự bảo trợ của Giáo hội đều được chính tay bà thông qua. Khi Tổng Giám mục Canterbury John Tillotson chết vào tháng 12 năm 1694, Mary bổ nhiệm Giám mục Worcester Edward Stillingfleet lên thay, nhưng William bác lại lệnh đó và bổ dụng Giám mục Lincoln Thomas Tenison.
Mary có vóc người cao (5 foot 11 inches; 180 cm) và dường như cân đối; bà thường xuyên đi bộ giữa các cung điện Whitehall và Kensington. Tuy nhiên cuối năm 1694, bà mặc bệnh đậu mùa. Bà tránh xa những người chưa từng mắc bệnh, để tránh dịch bệnh lây lan. Anne, lại mang thai một lần nữa, gửi cho Mary một lá thư nói rằng bà sẽ đi đến bất cứ đâu để được nhìn thấy chị mình một lần nữa, nhưng lời đề nghị bị khước từ bởi người hầu phòng của Mary, nữ Bá tước Derby. Mary giá băng ở Cung điện Kensington vào sau lúc nửa đêm ngày 28 tháng 12. William, đang ngày càng phải dựa vào Mary, bị suy sụp sau cái chết của bà, và nói với Burnet rằng "từ là người hạnh phúc nhất" bây giờ ông là "người bất hạnh thế gian này". Trong khi những người Jacobites coi đó là sự trừng phạt của Chúa vì bà đã phạm vào điều răn thứ năm ("tôn kính phụ thân"), bà được thương tiếc rộng rãi ở Anh. Trong mùa đông lạnh giá, dòng sông Thames đóng băng, di thể bà được ướp và quàn tại Banqueting House, Whitehall. Ngày 5 tháng 3, bà được an táng tại Tu viện Westminster. Đám tang của bà là sự kiện đầu tiên trong gia đình hoàng gia chứng kiến sự tham gia của tất cả các thành viên lưỡng viện. Nhằm phục vụ cho buổi lễ, tác gia Henry Purcell đã viết Music for the Funeral of Queen Mary.

## Di sản

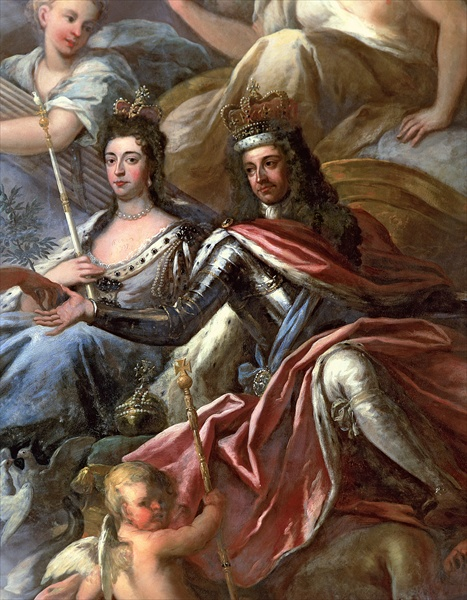
William và Mary được miêu tả trên trần Painted Hall, Greenwich, bởi Sir James Thornhill

Mary tài trợ cho Trường Đại học William và Mary (hiện nay là Williamsburg, Virginia) năm 1693, hỗ trợ cho Thomas Bray, người đã thành lập Hiệp hội khuyến khích tri thức về đức tin, và là công cụ cho sự thành lập Bệnh viện hoàng gia dành cho Thủy thủ, Greenwich, sau chiến thắng của liên quan Anh - Hà Lan tại Trận La Hogue. Bà được cho là có ảnh hưởng đến thiết kế sân vườn tại Het Loo và Cung điện Hampton Court, và với trào lưu công cộng đồ sứ xanh và trắng và phong trào xem cá vàng như là vật nuôi.
Mary bị những người Jacobites miêu tả là một đứa con gái phản bội đã trở mặt với phụ thân chỉ vì lợi ích của bản thân và phu quân. Những năm đầu họ cai trị, bà bị coi là hoàn toàn nằm dưới sự điều khiển của chồng, nhưng về sau khi tạm quản lý triều đình khi chồng vắng mặt, bà được đánh giá là có năng lực và tự tint. A Present for the Ladies (1692) của Nahum Tate so sánh bà với Nữ vương Elizabeth I. Tính nhu mì và thiếu tự tin của bà được được ca ngợi trong những công trình chẳng hạn như A Dialogue Concerning Women (1691) bởi William Walsh, so sánh bà với Cincinnatus, một vị tướng La Mã, đã có được một phận sự lớn khi được kêu gọi làm như vậy, nhưng sau đó sẵn sàng từ bỏ quyền lực.
Một tuần trước khi giá băng, Mary kiểm lại các hồ sơ của mình, loại bỏ một số hồ sơ bằng cách đốt đi, nhưng nhật ký của bà vẫn còn giữ lại, cũng như những bức thư gửi đến William và Frances Apsley. Phe Jacobite chỉ trích bà, nhưng những đánh giá về con người của bà được người hậu thế nhìn nhận là một người vợ ngoan ngoãn và vâng lời, nằm quyền lực một cách miễn cưỡng, thi hành nó với những năng lực đáng nể nếu cần, và sẵn sàng giao nó lại cho chồng.

### Trong phim ảnh và truyền hình
Mary được mô tả trong:
- Lisa Daniely trong mini-series 1969 The First Churchills
- Sarah Crowden trong phim 1992 Orlando
- Rebecca Front trong bộ phim 1995England, My England
- Victoria Wood trong bộ phim 2005 The League of Gentlemen's Apocalypse

## Danh hiệu, huy hiệu

### Danh hiệu
- 30 tháng 4 1662 – 13 tháng 2 1689: Her Highness Công chúa Mary[87]
- 4 tháng 11 1677 – 13 tháng 2 1689: Her Highness Vương phi xứ Orange
- (Anh) 13 tháng 2 1689 – 28 tháng 12 1694: Nữ vương Bệ hạ
- (Scotland) 11 tháng 4 1689 – 28 tháng 12 1694: Nữ vương Bệ hạ

Danh hiệu chung của William III và Mary II là "William và Mary, bởi Đặc ân của Chúa, Vua và Nữ vương của Anh, Pháp và Ireland, Người Bảo vệ Đức tin, etc." khi họ bước lên ngai vàng. Từ 11 tháng 4 năm 1689 — khi Nghị viện Scotland công nhận họ là Quốc vương — cặp đôi vương gia sử dụng danh hiệu "William và Mary, bởi Đặc ân của chúa, Vua và Nữ vương của Anh, Scotland, Pháp và Ireland, Người Bảo vệ Đức tin, etc.".

### Huy hiệu
|                                               |                                                           |                                                         |
| --------------------------------------------- | --------------------------------------------------------- | ------------------------------------------------------- |
| Huy hiệu viễn chinh của William và Mary, 1688 | Huy hiệu của William và Mary khi là đồng quân vương ở Anh | Huy hiệu của William và Mary sử dụng ở Scotland từ 1691 |

## Gia phả
| \| \| \| \| \| \| \| \| \| \| \| \| \| \| \| \| \| \| \| \| 16. Henry Stuart, Lãnh chúa Darnley \| \| \| \| \| \| \| \| \| \| \| \| \| \| \| \| \| \| \| \| \| \| \| \| \| \| \| \| \| \| \| \| \| \| \| \| \| \| \| \| \| \| \| \| \| \| \| \| \| \| \| \| \| \| 8. James I của Anh \| \| \| \| \| \| \| \| \| \| \| \| \| \| \| \| \| \| \| \| \| \| \| \| \| \| \| \| \| \| \| \| \| \| \| \| \| \| \| \| \| \| \| \| \| \| \| \| \| \| \| \| \| \| 17. Mary I của Scotland \| \| \| \| \| \| \| \| \| \| \| \| \| \| \| \| \| \| \| \| \| \| \| \| \| \| \| \| \| \| \| \| \| \| \| \| \| \| \| \| \| \| \| \| \| \| \| \| \| \| \| \| \| \| 4. Charles I của Anh \| \| \| \| \| \| \| \| \| \| \| \| \| \| \| \| \| \| \| \| \| \| \| \| \| \| \| \| \| \| \| \| \| \| \| \| \| \| \| \| \| \| \| \| \| \| \| \| \| \| \| \| \| \| 18. Frederik II của Đan Mạch \| \| \| \| \| \| \| \| \| \| \| \| \| \| \| \| \| \| \| \| \| \| \| \| \| \| \| \| \| \| \| \| \| \| \| \| \| \| \| \| \| \| \| \| \| \| \| \| \| \| \| \| \| \| 9. Anna của Đan Mạch \| \| \| \| \| \| \| \| \| \| \| \| \| \| \| \| \| \| \| \| \| \| \| \| \| \| \| \| \| \| \| \| \| \| \| \| \| \| \| \| \| \| \| \| \| \| \| \| \| \| \| \| \| \| 19. Sophie xứ Mecklenburg-Güstrow \| \| \| \| \| \| \| \| \| \| \| \| \| \| \| \| \| \| \| \| \| \| \| \| \| \| \| \| \| \| \| \| \| \| \| \| \| \| \| \| \| \| \| \| \| \| \| \| \| \| \| \| \| \| 2. James II của Anh \| \| \| \| \| \| \| \| \| \| \| \| \| \| \| \| \| \| \| \| \| \| \| \| \| \| \| \| \| \| \| \| \| \| \| \| \| \| \| \| \| \| \| \| \| \| \| \| \| \| \| \| \| \| 20. Antoine de Bourbon, Công tước Vendôme \| \| \| \| \| \| \| \| \| \| \| \| \| \| \| \| \| \| \| \| \| \| \| \| \| \| \| \| \| \| \| \| \| \| \| \| \| \| \| \| \| \| \| \| \| \| \| \| \| \| \| \| \| \| 10. Henri IV của Pháp \| \| \| \| \| \| \| \| \| \| \| \| \| \| \| \| \| \| \| \| \| \| \| \| \| \| \| \| \| \| \| \| \| \| \| \| \| \| \| \| \| \| \| \| \| \| \| \| \| \| \| \| \| \| 21. Juana III của Navarra \| \| \| \| \| \| \| \| \| \| \| \| \| \| \| \| \| \| \| \| \| \| \| \| \| \| \| \| \| \| \| \| \| \| \| \| \| \| \| \| \| \| \| \| \| \| \| \| \| \| \| \| \| \| 5. Henriette Marie của Pháp \| \| \| \| \| \| \| \| \| \| \| \| \| \| \| \| \| \| \| \| \| \| \| \| \| \| \| \| \| \| \| \| \| \| \| \| \| \| \| \| \| \| \| \| \| \| \| \| \| \| \| \| \| \| 22. Francesco I de' Medici \| \| \| \| \| \| \| \| \| \| \| \| \| \| \| \| \| \| \| \| \| \| \| \| \| \| \| \| \| \| \| \| \| \| \| \| \| \| \| \| \| \| \| \| \| \| \| \| \| \| \| \| \| \| 11. Maria de' Medici \| \| \| \| \| \| \| \| \| \| \| \| \| \| \| \| \| \| \| \| \| \| \| \| \| \| \| \| \| \| \| \| \| \| \| \| \| \| \| \| \| \| \| \| \| \| \| \| \| \| \| \| \| \| 23. Johanna của Áo \| \| \| \| \| \| \| \| \| \| \| \| \| \| \| \| \| \| \| \| \| \| \| \| \| \| \| \| \| \| \| \| \| \| \| \| \| \| \| \| \| \| \| \| \| \| \| \| \| \| \| \| \| \| 1. Mary II của Anh \| \| \| \| \| \| \| \| \| \| \| \| \| \| \| \| \| \| \| \| \| \| \| \| \| \| \| \| \| \| \| \| \| \| \| \| \| \| \| \| \| \| \| \| \| \| \| \| \| \| \| \| \| \| 24. Laurence Hyde[89] \| \| \| \| \| \| \| \| \| \| \| \| \| \| \| \| \| \| \| \| \| \| \| \| \| \| \| \| \| \| \| \| \| \| \| \| \| \| \| \| \| \| \| \| \| \| \| \| \| \| \| \| \| \| 12. Henry Hyde \| \| \| \| \| \| \| \| \| \| \| \| \| \| \| \| \| \| \| \| \| \| \| \| \| \| \| \| \| \| \| \| \| \| \| \| \| \| \| \| \| \| \| \| \| \| \| \| \| \| \| \| \| \| 25. Anne Sibell[89] \| \| \| \| \| \| \| \| \| \| \| \| \| \| \| \| \| \| \| \| \| \| \| \| \| \| \| \| \| \| \| \| \| \| \| \| \| \| \| \| \| \| \| \| \| \| \| \| \| \| \| \| \| \| 6. Edward Hyde, Bá tước Clarendon thứ nhất \| \| \| \| \| \| \| \| \| \| \| \| \| \| \| \| \| \| \| \| \| \| \| \| \| \| \| \| \| \| \| \| \| \| \| \| \| \| \| \| \| \| \| \| \| \| \| \| \| \| \| \| \| \| 26. Edward Langford[89] \| \| \| \| \| \| \| \| \| \| \| \| \| \| \| \| \| \| \| \| \| \| \| \| \| \| \| \| \| \| \| \| \| \| \| \| \| \| \| \| \| \| \| \| \| \| \| \| \| \| \| \| \| \| 13. Mary Langford \| \| \| \| \| \| \| \| \| \| \| \| \| \| \| \| \| \| \| \| \| \| \| \| \| \| \| \| \| \| \| \| \| \| \| \| \| \| \| \| \| \| \| \| \| \| \| \| \| \| \| \| \| \| 27. Mary St Barbe[90] \| \| \| \| \| \| \| \| \| \| \| \| \| \| \| \| \| \| \| \| \| \| \| \| \| \| \| \| \| \| \| \| \| \| \| \| \| \| \| \| \| \| \| \| \| \| \| \| \| \| \| \| \| \| 3. Anne Hyde \| \| \| \| \| \| \| \| \| \| \| \| \| \| \| \| \| \| \| \| \| \| \| \| \| \| \| \| \| \| \| \| \| \| \| \| \| \| \| \| \| \| \| \| \| \| \| \| \| \| \| \| \| \| 28. William Aylesbury[89][91] \| \| \| \| \| \| \| \| \| \| \| \| \| \| \| \| \| \| \| \| \| \| \| \| \| \| \| \| \| \| \| \| \| \| \| \| \| \| \| \| \| \| \| \| \| \| \| \| \| \| \| \| \| \| 14. Sir Thomas Aylesbury, Tòng Nam tước thứ nhất \| \| \| \| \| \| \| \| \| \| \| \| \| \| \| \| \| \| \| \| \| \| \| \| \| \| \| \| \| \| \| \| \| \| \| \| \| \| \| \| \| \| \| \| \| \| \| \| \| \| \| \| \| \| 29. Anne Poole[89][91] \| \| \| \| \| \| \| \| \| \| \| \| \| \| \| \| \| \| \| \| \| \| \| \| \| \| \| \| \| \| \| \| \| \| \| \| \| \| \| \| \| \| \| \| \| \| \| \| \| \| \| \| \| \| 7. Frances Aylesbury \| \| \| \| \| \| \| \| \| \| \| \| \| \| \| \| \| \| \| \| \| \| \| \| \| \| \| \| \| \| \| \| \| \| \| \| \| \| \| \| \| \| \| \| \| \| \| \| \| \| \| \| \| \| 30. Francis Denman[89][91] \| \| \| \| \| \| \| \| \| \| \| \| \| \| \| \| \| \| \| \| \| \| \| \| \| \| \| \| \| \| \| \| \| \| \| \| \| \| \| \| \| \| \| \| \| \| \| \| \| \| \| \| \| \| 15. Anne Denman \| \| \| \| \| \| \| \| \| \| \| \| \| \| \| \| \| \| \| \| \| \| \| \| \| \| \| \| \| \| \| \| \| \| \| \| \| \| \| \| \| \| \| \| \| \| \| \| \| \| \| \| \| \| 31. Ann Blount[89] \| \| \| \| \| \| \| \| \| \| \| \| \| \| \| \| \| \| \| \| \| \| \| \| \| \| \| \| \| \| \| \| \| \| \| \| \| \| \| \| \| \| \| \| \| \| \| \| \| \| \| \| |                                                  |  |  |  |  |  |  |  |  |  |  |  |  |  |  |  |
| |                                                  |  |  |  |  |  |  |  |  |  |  |  |  |  |  |  |
| | 16. Henry Stuart, Lãnh chúa Darnley              |  |  |  |  |  |  |  |  |  |  |  |  |  |  |  |
| |                                                  |  |  |  |  |  |  |  |  |  |  |  |  |  |  |  |
| |                                                  |  |  |  |  |  |  |  |  |  |  |  |  |  |  |  |
| | 8. James I của Anh                               |  |  |  |  |  |  |  |  |  |  |  |  |  |  |  |
| |                                                  |  |  |  |  |  |  |  |  |  |  |  |  |  |  |  |
| |                                                  |  |  |  |  |  |  |  |  |  |  |  |  |  |  |  |
| | 17. Mary I của Scotland                          |  |  |  |  |  |  |  |  |  |  |  |  |  |  |  |
| |                                                  |  |  |  |  |  |  |  |  |  |  |  |  |  |  |  |
| |                                                  |  |  |  |  |  |  |  |  |  |  |  |  |  |  |  |
| | 4. Charles I của Anh                             |  |  |  |  |  |  |  |  |  |  |  |  |  |  |  |
| |                                                  |  |  |  |  |  |  |  |  |  |  |  |  |  |  |  |
| |                                                  |  |  |  |  |  |  |  |  |  |  |  |  |  |  |  |
| | 18. Frederik II của Đan Mạch                     |  |  |  |  |  |  |  |  |  |  |  |  |  |  |  |
| |                                                  |  |  |  |  |  |  |  |  |  |  |  |  |  |  |  |
| |                                                  |  |  |  |  |  |  |  |  |  |  |  |  |  |  |  |
| | 9. Anna của Đan Mạch                             |  |  |  |  |  |  |  |  |  |  |  |  |  |  |  |
| |                                                  |  |  |  |  |  |  |  |  |  |  |  |  |  |  |  |
| |                                                  |  |  |  |  |  |  |  |  |  |  |  |  |  |  |  |
| | 19. Sophie xứ Mecklenburg-Güstrow                |  |  |  |  |  |  |  |  |  |  |  |  |  |  |  |
| |                                                  |  |  |  |  |  |  |  |  |  |  |  |  |  |  |  |
| |                                                  |  |  |  |  |  |  |  |  |  |  |  |  |  |  |  |
| | 2. James II của Anh                              |  |  |  |  |  |  |  |  |  |  |  |  |  |  |  |
| |                                                  |  |  |  |  |  |  |  |  |  |  |  |  |  |  |  |
| |                                                  |  |  |  |  |  |  |  |  |  |  |  |  |  |  |  |
| | 20. Antoine de Bourbon, Công tước Vendôme        |  |  |  |  |  |  |  |  |  |  |  |  |  |  |  |
| |                                                  |  |  |  |  |  |  |  |  |  |  |  |  |  |  |  |
| |                                                  |  |  |  |  |  |  |  |  |  |  |  |  |  |  |  |
| | 10. Henri IV của Pháp                            |  |  |  |  |  |  |  |  |  |  |  |  |  |  |  |
| |                                                  |  |  |  |  |  |  |  |  |  |  |  |  |  |  |  |
| |                                                  |  |  |  |  |  |  |  |  |  |  |  |  |  |  |  |
| | 21. Juana III của Navarra                        |  |  |  |  |  |  |  |  |  |  |  |  |  |  |  |
| |                                                  |  |  |  |  |  |  |  |  |  |  |  |  |  |  |  |
| |                                                  |  |  |  |  |  |  |  |  |  |  |  |  |  |  |  |
| | 5. Henriette Marie của Pháp                      |  |  |  |  |  |  |  |  |  |  |  |  |  |  |  |
| |                                                  |  |  |  |  |  |  |  |  |  |  |  |  |  |  |  |
| |                                                  |  |  |  |  |  |  |  |  |  |  |  |  |  |  |  |
| | 22. Francesco I de' Medici                       |  |  |  |  |  |  |  |  |  |  |  |  |  |  |  |
| |                                                  |  |  |  |  |  |  |  |  |  |  |  |  |  |  |  |
| |                                                  |  |  |  |  |  |  |  |  |  |  |  |  |  |  |  |
| | 11. Maria de' Medici                             |  |  |  |  |  |  |  |  |  |  |  |  |  |  |  |
| |                                                  |  |  |  |  |  |  |  |  |  |  |  |  |  |  |  |
| |                                                  |  |  |  |  |  |  |  |  |  |  |  |  |  |  |  |
| | 23. Johanna của Áo                               |  |  |  |  |  |  |  |  |  |  |  |  |  |  |  |
| |                                                  |  |  |  |  |  |  |  |  |  |  |  |  |  |  |  |
| |                                                  |  |  |  |  |  |  |  |  |  |  |  |  |  |  |  |
| | 1. Mary II của Anh                               |  |  |  |  |  |  |  |  |  |  |  |  |  |  |  |
| |                                                  |  |  |  |  |  |  |  |  |  |  |  |  |  |  |  |
| |                                                  |  |  |  |  |  |  |  |  |  |  |  |  |  |  |  |
| | 24. Laurence Hyde                                |  |  |  |  |  |  |  |  |  |  |  |  |  |  |  |
| |                                                  |  |  |  |  |  |  |  |  |  |  |  |  |  |  |  |
| |                                                  |  |  |  |  |  |  |  |  |  |  |  |  |  |  |  |
| | 12. Henry Hyde                                   |  |  |  |  |  |  |  |  |  |  |  |  |  |  |  |
| |                                                  |  |  |  |  |  |  |  |  |  |  |  |  |  |  |  |
| |                                                  |  |  |  |  |  |  |  |  |  |  |  |  |  |  |  |
| | 25. Anne Sibell                                  |  |  |  |  |  |  |  |  |  |  |  |  |  |  |  |
| |                                                  |  |  |  |  |  |  |  |  |  |  |  |  |  |  |  |
| |                                                  |  |  |  |  |  |  |  |  |  |  |  |  |  |  |  |
| | 6. Edward Hyde, Bá tước Clarendon thứ nhất       |  |  |  |  |  |  |  |  |  |  |  |  |  |  |  |
| |                                                  |  |  |  |  |  |  |  |  |  |  |  |  |  |  |  |
| |                                                  |  |  |  |  |  |  |  |  |  |  |  |  |  |  |  |
| | 26. Edward Langford                              |  |  |  |  |  |  |  |  |  |  |  |  |  |  |  |
| |                                                  |  |  |  |  |  |  |  |  |  |  |  |  |  |  |  |
| |                                                  |  |  |  |  |  |  |  |  |  |  |  |  |  |  |  |
| | 13. Mary Langford                                |  |  |  |  |  |  |  |  |  |  |  |  |  |  |  |
| |                                                  |  |  |  |  |  |  |  |  |  |  |  |  |  |  |  |
| |                                                  |  |  |  |  |  |  |  |  |  |  |  |  |  |  |  |
| | 27. Mary St Barbe                                |  |  |  |  |  |  |  |  |  |  |  |  |  |  |  |
| |                                                  |  |  |  |  |  |  |  |  |  |  |  |  |  |  |  |
| |                                                  |  |  |  |  |  |  |  |  |  |  |  |  |  |  |  |
| | 3. Anne Hyde                                     |  |  |  |  |  |  |  |  |  |  |  |  |  |  |  |
| |                                                  |  |  |  |  |  |  |  |  |  |  |  |  |  |  |  |
| |                                                  |  |  |  |  |  |  |  |  |  |  |  |  |  |  |  |
| | 28. William Aylesbury                            |  |  |  |  |  |  |  |  |  |  |  |  |  |  |  |
| |                                                  |  |  |  |  |  |  |  |  |  |  |  |  |  |  |  |
| |                                                  |  |  |  |  |  |  |  |  |  |  |  |  |  |  |  |
| | 14. Sir Thomas Aylesbury, Tòng Nam tước thứ nhất |  |  |  |  |  |  |  |  |  |  |  |  |  |  |  |
| |                                                  |  |  |  |  |  |  |  |  |  |  |  |  |  |  |  |
| |                                                  |  |  |  |  |  |  |  |  |  |  |  |  |  |  |  |
| | 29. Anne Poole                                   |  |  |  |  |  |  |  |  |  |  |  |  |  |  |  |
| |                                                  |  |  |  |  |  |  |  |  |  |  |  |  |  |  |  |
| |                                                  |  |  |  |  |  |  |  |  |  |  |  |  |  |  |  |
| | 7. Frances Aylesbury                             |  |  |  |  |  |  |  |  |  |  |  |  |  |  |  |
| |                                                  |  |  |  |  |  |  |  |  |  |  |  |  |  |  |  |
| |                                                  |  |  |  |  |  |  |  |  |  |  |  |  |  |  |  |
| | 30. Francis Denman                               |  |  |  |  |  |  |  |  |  |  |  |  |  |  |  |
| |                                                  |  |  |  |  |  |  |  |  |  |  |  |  |  |  |  |
| |                                                  |  |  |  |  |  |  |  |  |  |  |  |  |  |  |  |
| | 15. Anne Denman                                  |  |  |  |  |  |  |  |  |  |  |  |  |  |  |  |
| |                                                  |  |  |  |  |  |  |  |  |  |  |  |  |  |  |  |
| |                                                  |  |  |  |  |  |  |  |  |  |  |  |  |  |  |  |
| | 31. Ann Blount                                   |  |  |  |  |  |  |  |  |  |  |  |  |  |  |  |
| |                                                  |  |  |  |  |  |  |  |  |  |  |  |  |  |  |  |
| |                                                  |  |  |  |  |  |  |  |  |  |  |  |  |  |  |  |

### Phả hệ
|                        |                        |                        |                        | Edward Hyde 1609 – 1674 | Edward Hyde 1609 – 1674 | Edward Hyde 1609 – 1674 | Edward Hyde 1609 – 1674 | Edward Hyde 1609 – 1674 | Edward Hyde 1609 – 1674 |                       |                       |                       |                       |  |  |                     |                     |                     |                     |                     |                     |  |  |                            |                            |                            |                            |                            |                            |  |  | Charles I 1600 – 1649        | Charles I 1600 – 1649        | Charles I 1600 – 1649        | Charles I 1600 – 1649        | Charles I 1600 – 1649        | Charles I 1600 – 1649        |  |  |                         |                         |                         |                         |                         |                         |  |  |  |  |  |  |  |  |  |  |  |  |  |  |  |  |  |  |  |  |
|                        |                        |                        |                        | Edward Hyde 1609 – 1674 | Edward Hyde 1609 – 1674 | Edward Hyde 1609 – 1674 | Edward Hyde 1609 – 1674 | Edward Hyde 1609 – 1674 | Edward Hyde 1609 – 1674 |                       |                       |                       |                       |  |  |                     |                     |                     |                     |                     |                     |  |  |                            |                            |                            |                            |                            |                            |  |  | Charles I 1600 – 1649        | Charles I 1600 – 1649        | Charles I 1600 – 1649        | Charles I 1600 – 1649        | Charles I 1600 – 1649        | Charles I 1600 – 1649        |  |  |                         |                         |                         |                         |                         |                         |  |  |  |  |  |  |  |  |  |  |  |  |  |  |  |  |  |  |  |  |
|                        |                        |                        |                        |                         |                         |                         |                         |                         |                         |                       |                       |                       |                       |  |  |                     |                     |                     |                     |                     |                     |  |  |                            |                            |                            |                            |                            |                            |  |  |                              |                              |                              |                              |                              |                              |  |  |                         |                         |                         |                         |                         |                         |  |  |  |  |  |  |  |  |  |  |  |  |  |  |  |  |  |  |  |  |
| Henry Hyde 1638 – 1709 | Henry Hyde 1638 – 1709 | Henry Hyde 1638 – 1709 | Henry Hyde 1638 – 1709 | Henry Hyde 1638 – 1709  | Henry Hyde 1638 – 1709  |                         |                         | Anne Hyde 1637 – 1671   | Anne Hyde 1637 – 1671   | Anne Hyde 1637 – 1671 | Anne Hyde 1637 – 1671 | Anne Hyde 1637 – 1671 | Anne Hyde 1637 – 1671 |  |  |                     |                     |                     |                     |                     |                     |  |  | James II & VII 1633 – 1701 | James II & VII 1633 – 1701 | James II & VII 1633 – 1701 | James II & VII 1633 – 1701 | James II & VII 1633 – 1701 | James II & VII 1633 – 1701 |  |  | Mary 1631 – 1660             | Mary 1631 – 1660             | Mary 1631 – 1660             | Mary 1631 – 1660             | Mary 1631 – 1660             | Mary 1631 – 1660             |  |  | Charles II 1630 – 1685  | Charles II 1630 – 1685  | Charles II 1630 – 1685  | Charles II 1630 – 1685  | Charles II 1630 – 1685  | Charles II 1630 – 1685  |  |  |  |  |  |  |  |  |  |  |  |  |  |  |  |  |  |  |  |  |
| Henry Hyde 1638 – 1709 | Henry Hyde 1638 – 1709 | Henry Hyde 1638 – 1709 | Henry Hyde 1638 – 1709 | Henry Hyde 1638 – 1709  | Henry Hyde 1638 – 1709  |                         |                         | Anne Hyde 1637 – 1671   | Anne Hyde 1637 – 1671   | Anne Hyde 1637 – 1671 | Anne Hyde 1637 – 1671 | Anne Hyde 1637 – 1671 | Anne Hyde 1637 – 1671 |  |  |                     |                     |                     |                     |                     |                     |  |  | James II & VII 1633 – 1701 | James II & VII 1633 – 1701 | James II & VII 1633 – 1701 | James II & VII 1633 – 1701 | James II & VII 1633 – 1701 | James II & VII 1633 – 1701 |  |  | Mary 1631 – 1660             | Mary 1631 – 1660             | Mary 1631 – 1660             | Mary 1631 – 1660             | Mary 1631 – 1660             | Mary 1631 – 1660             |  |  | Charles II 1630 – 1685  | Charles II 1630 – 1685  | Charles II 1630 – 1685  | Charles II 1630 – 1685  | Charles II 1630 – 1685  | Charles II 1630 – 1685  |  |  |  |  |  |  |  |  |  |  |  |  |  |  |  |  |  |  |  |  |
|                        |                        |                        |                        |                         |                         |                         |                         |                         |                         |                       |                       |                       |                       |  |  |                     |                     |                     |                     |                     |                     |  |  |                            |                            |                            |                            |                            |                            |  |  |                              |                              |                              |                              |                              |                              |  |  |                         |                         |                         |                         |                         |                         |  |  |  |  |  |  |  |  |  |  |  |  |  |  |  |  |  |  |  |  |
|                        |                        |                        |                        |                         |                         |                         |                         |                         |                         |                       |                       |                       |                       |  |  |                     |                     |                     |                     |                     |                     |  |  | James 1688 – 1766          |                            |                            |                            |                            |                            |  |  |                              |                              |                              |                              |                              |                              |  |  |                         |                         |                         |                         |                         |                         |  |  |  |  |  |  |  |  |  |  |  |  |  |  |  |  |  |  |  |  |
|                        |                        |                        |                        |                         |                         |                         |                         |                         |                         |                       |                       |                       |                       |  |  |                     |                     |                     |                     |                     |                     |  |  |                            |                            |                            |                            |                            |                            |  |  |                              |                              |                              |                              |                              |                              |  |  |                         |                         |                         |                         |                         |                         |  |  |  |  |  |  |  |  |  |  |  |  |  |  |  |  |  |  |  |  |
|                        |                        |                        |                        |                         |                         |                         |                         |                         |                         |                       |                       |                       |                       |  |  |                     |                     |                     |                     |                     |                     |  |  |                            |                            |                            |                            |                            |                            |  |  |                              |                              |                              |                              |                              |                              |  |  |                         |                         |                         |                         |                         |                         |  |  |  |  |  |  |  |  |  |  |  |  |  |  |  |  |  |  |  |  |
|                        |                        |                        |                        |                         |                         |                         |                         | Anne I 1665 – 1714      | Anne I 1665 – 1714      | Anne I 1665 – 1714    | Anne I 1665 – 1714    | Anne I 1665 – 1714    | Anne I 1665 – 1714    |  |  | Mary II 1662 – 1694 | Mary II 1662 – 1694 | Mary II 1662 – 1694 | Mary II 1662 – 1694 | Mary II 1662 – 1694 | Mary II 1662 – 1694 |  |  |                            |                            |                            |                            |                            |                            |  |  | William III & II 1650 – 1702 | William III & II 1650 – 1702 | William III & II 1650 – 1702 | William III & II 1650 – 1702 | William III & II 1650 – 1702 | William III & II 1650 – 1702 |  |  | James Scott 1649 – 1685 | James Scott 1649 – 1685 | James Scott 1649 – 1685 | James Scott 1649 – 1685 | James Scott 1649 – 1685 | James Scott 1649 – 1685 |  |  |  |  |  |  |  |  |  |  |  |  |  |  |  |  |  |  |  |  |
|                        |                        |                        |                        |                         |                         |                         |                         | Anne I 1665 – 1714      | Anne I 1665 – 1714      | Anne I 1665 – 1714    | Anne I 1665 – 1714    | Anne I 1665 – 1714    | Anne I 1665 – 1714    |  |  | Mary II 1662 – 1694 | Mary II 1662 – 1694 | Mary II 1662 – 1694 | Mary II 1662 – 1694 | Mary II 1662 – 1694 | Mary II 1662 – 1694 |  |  |                            |                            |                            |                            |                            |                            |  |  | William III & II 1650 – 1702 | William III & II 1650 – 1702 | William III & II 1650 – 1702 | William III & II 1650 – 1702 | William III & II 1650 – 1702 | William III & II 1650 – 1702 |  |  | James Scott 1649 – 1685 | James Scott 1649 – 1685 | James Scott 1649 – 1685 | James Scott 1649 – 1685 | James Scott 1649 – 1685 | James Scott 1649 – 1685 |  |  |  |  |  |  |  |  |  |  |  |  |  |  |  |  |  |  |  |  |